# IC 4149
IC 4149 је спирална галаксија у сазвјежђу Береникина коса која се налази на листи објеката дубоког неба у Индекс каталогу.
Деклинација објекта је + 22° 17' 24" а ректасцензија 13h 4m 10,8s. Привидна величина (магнитуда) објекта IC 4149 износи 14,7 а фотографска магнитуда 15,5. IC 4149 је још познат и под ознакама MCG 4-31-4, CGCG 130-5, 8ZW 228, KUG 1301+225, PGC 45159.